# Salmuera

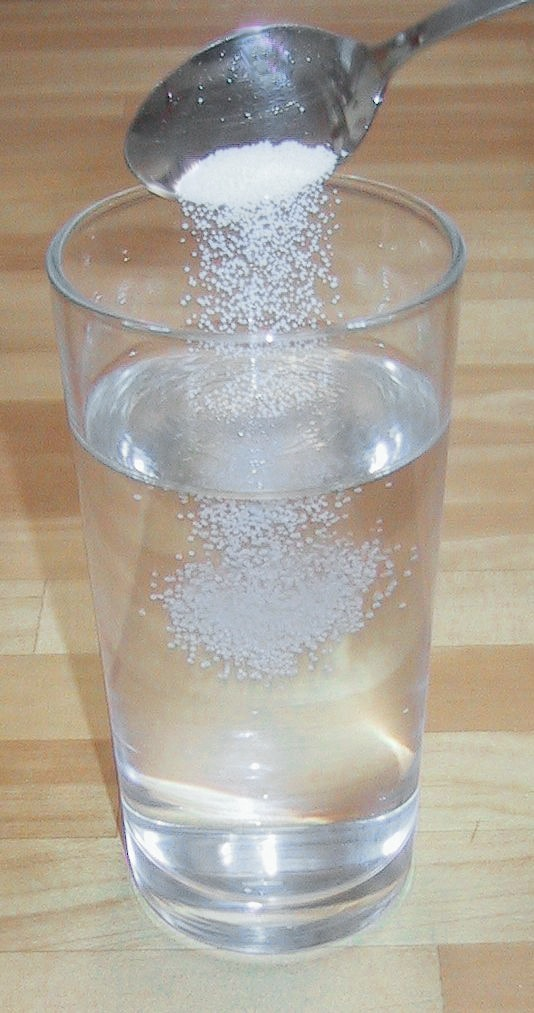
Añadir sal al agua produce una salmuera.

La salmuera es agua con una concentración de sal (cloruro de sodio o NaCl) disuelta superior al 5 por ciento. Existen ríos y lagos salados en donde no hay vida por el exceso de sal y de donde se extrae la salmuera, principalmente para obtener su sal evaporando el agua en salinas. La salmuera puede ser venenosa para algunos animales que beben de esta.[cita requerida]
Por extensión, también se llama salmuera a las disoluciones altamente concentradas de otras sales (por ejemplo, en desalinización, industria textil). En refrigeración, recibe el nombre de salmuera toda solución acuosa que se utiliza como medio de transferencia de calor cuando la temperatura es inferior a 0 °C. Se emplean tres tipos de salmueras:
- Solución acuosa de sales inorgánicas; por ejemplo, cloruro de calcio, cloruro de sodio o dicromato sódico. Para muy bajas temperaturas, se usan mezclas eutécticas.
- Solución acuosa de compuestos orgánicos, como alcoholes y glicoles: etanol, metanol, etilenglicol y propilenglicol son los más frecuentes.
- Hidrocarburos y halocarburos clorados o fluorados.[cita requerida]

La salmuera se distingue del agua salobre en que esta última tiene una menor concentración de sal. Es una solución homogénea.

## Usos

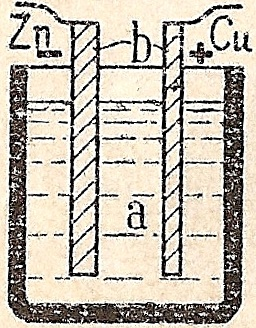
Pila primitiva de Volta, compuesta por un electrodo de cinc y otro de cobre, sumergidos en salmuera.

En 1800, Alessandro Volta utilizó la salmuera junto al cobre y cinc para crear la pila voltaica. Mediante múltiples pruebas, pudo determinar que los metales más apropiados para esa función eran el cinc y la plata (que posteriormente sustituiría por cobre). El siguiente paso fue experimentar lo que ocurriría si conectaba varios vasos entre sí. Debido a que con salmuera líquida era engorroso realizar esos experimentos, ideó la alternativa de impregnar cartón con la salmuera, sustituyéndolo posteriormente por un paño empapado igualmente en salmuera, emparedándolo entre los dos metales, para formar una celda. De esa manera, pudo unir varias entre sí, colocándolas unas encima de las otras, hasta formar una batería de celdas conectadas en serie.[cita requerida]
Otros usos más comunes son:
- Para la conservación y curado de ciertos alimentos, además de funcionar como un elemento culinario. Los pepinillos o encurtidos se hacen almacenados en frascos de salmuera. En este caso, se suele combinar la salmuera con vinagre, lo cual les otorga su característico sabor ácido.

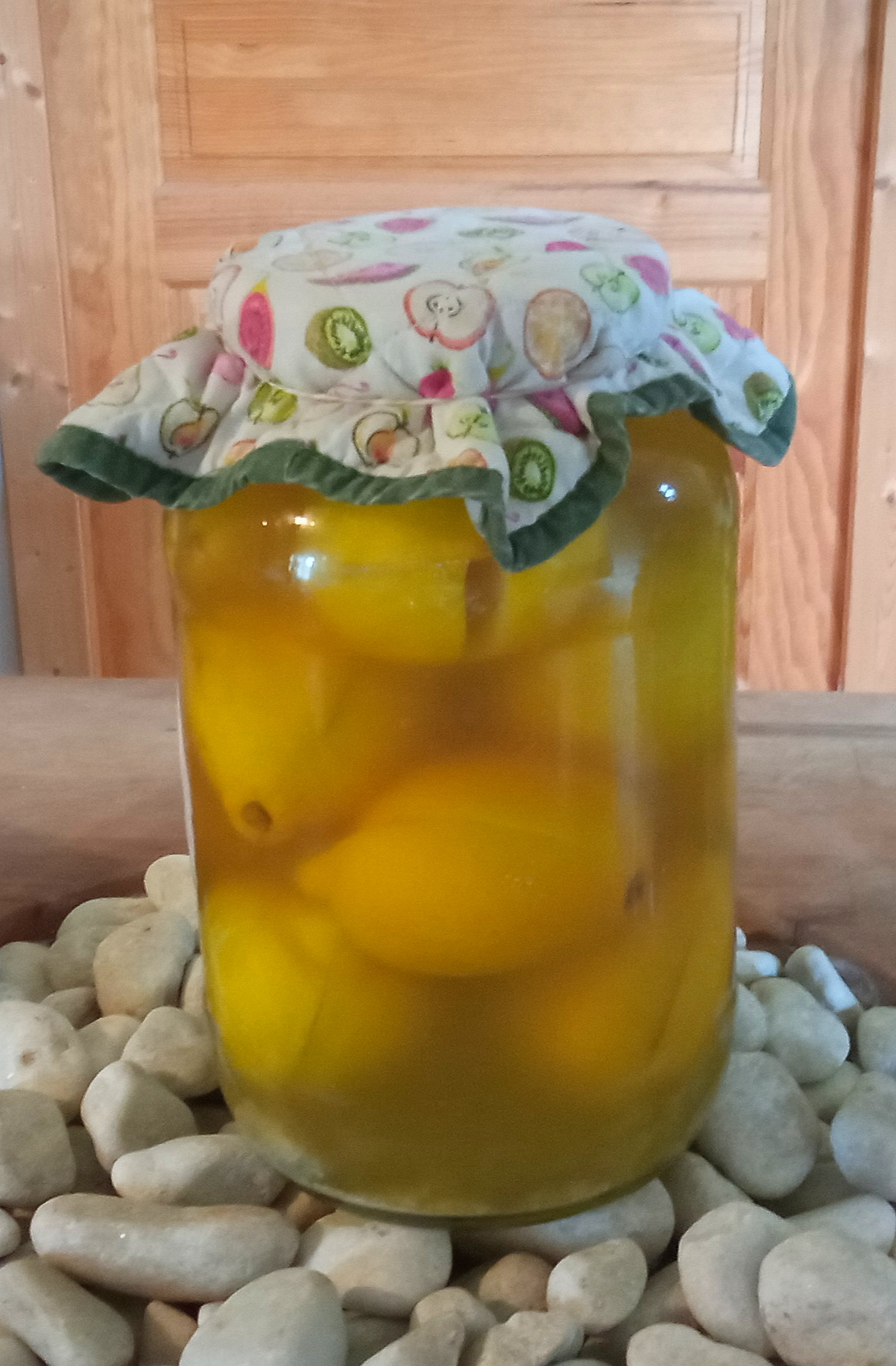
Limones en salmuera.

- En sistemas de refrigeración, como medio de transmisión de calor, ya que, debido a su bajo punto de congelación (solidificación), se utiliza como refrigerante secundario.
- Para deshacer la nieve en carreteras.
- Para la purificación y limpieza de la misma sal, para el uso de esta en aplicaciones de consumo humano y en otras actividades que requieren sal de alta pureza.
- Para calmar la sangre irritada en ciertas partes del cuerpo, como los dientes y las encías.
- Antiguamente, los marineros la usaban para endurecer o curtir la piel de las manos.
- Junto con el vapor, puede generar un fluido motor para mover turbinas y generar electricidad.
- En procesos de estimulación de pozos de petróleo.[cita requerida]